# Coupe d'Angleterre de football 1933-1934
Navigation
Coupe d'Angleterre 1932-1933 Coupe d'Angleterre 1934-1935
La Coupe d'Angleterre de football 1933-1934 est la 59e édition de la Coupe d'Angleterre, la plus ancienne compétition de football, la Football Association Challenge Cup (généralement connue sous le nom de FA Cup).
Manchester City remporte la compétition pour la deuxième fois de son histoire, battant Portsmouth FC en finale sur le score de 2 à 1 à Wembley à Londres.

## Compétition

### Huitièmes de finale
Les huitièmes de finale ont lieu le 17 février 1934. Un match d'appui, Sheffield Wednesday – Manchester City, est joué le 21 février.

### Quarts de finale
Les quarts de finale ont lieu le 3 mars 1934.
| Équipe 1          | Résultat | Équipe 2       |
| ----------------- | -------- | -------------- |
| Manchester City   | 1 - 0    | Stoke City     |
| Preston North End | 0 - 1    | Leicester City |
| Bolton Wanderers  | 0 - 3    | Portsmouth FC  |
| Arsenal FC        | 1 - 2    | Aston Villa    |

### Demi-finales
Les demi finales ont lieu le 17 mars 1934, tous les matchs ont lieu sur terrain neutre.
| Équipe 1        | Résultat | Équipe 2       |
| --------------- | -------- | -------------- |
| Portsmouth FC   | 4 – 1    | Leicester City |
| Manchester City | 6 – 1    | Aston Villa    |

### Finale
| Finale de la coupe d'Angleterre 1933-1934 | Manchester City | 2 – 1   | Portsmouth FC  | Wembley, Londres     |                      |
| 28 avril 1934                             | Tilson 74e 88e  | (0 – 1) | Rutherford 28e | Spectateurs : 93 258 | Spectateurs : 93 258 |